# Örby IP
Örby IP är en fotbollsanläggning i Örby i Kinna och hemvist för IFK Örby. Idrottsplatsen anlades på platsen där den gamla fotbollsplanen i Hanatorp låg under andra världskriget, dåvarande Örby landskommun bidrog med 10 000 kronor till anläggandet.
Idrottsplatsen består av två elvamannaplaner (varav en har konstgräs), en sjumannaplan och en grusplan. Invid anläggningen finns även Örbyhallen. IFK Örby beviljades 2020 kommunalt bidrag om tre miljoner kronor för anläggande av ny konstgräsplan.